# ۱۰۱۰ (قمری)
۱۰۱۰ (قمری)، هزار و دهمین سال در گاهشماری هجری قمری است. اول محرم این سال برابر با دوم ژوئیه سال ۱۶۰۱ میلادی است.